# 精武体育会
精武體操學校是1910年由革命黨人倡議在上海所成立的一所小武館。由農葝蓀（又名農竹）任校長。霍元甲被邀在任主要教員，不過在開學後3個月後即逝世。後來霍元甲被塑造為民族英雄，以宣傳反對日本及俄國的入侵意圖。
清末民初，由熱血年輕商人陳公哲等人响应同盟会会员陳其美提出的短期内训练出有强健体魄，又有军事技能的青年计划而创立，後來發展至世界各地的精武體育會。

## 历史

### 精武体操會
1909年初、陳其美與宋教仁、譚人鳳、杨谱生等在上海天宝栈组织江浙同盟會，从事革命活动。他们考虑到武装起义，需要大批军事人才。20岁的陳公哲響應計畫、與農葝蓀（竹）及陳铁生等開始組織精武体操會。
1909年3月，陳公哲與農葝蓀邀请霍元甲和武術教師劉振聲、趙漢傑等從天津來到上海。時值英國大力士奧皮音在四川北路的阿波羅影院表演大力戲。展開了霍元甲在静安寺旁的张园擂台比武事件。
1909年夏霍元甲數人從農葝蓀家移居到滬寧鐵路北站旱橋西一里許之闸北王家宅（今交通路会文路附近），即精武體操會的校址。王家宅為舊式兩廂一廳設計，土堂瓦屋，外有院落，可作為操場，月租十四元。集資得來百多元，購置了幾件刀槍，隨來隨教，借收學費為生計。
精武体操會于1910年6月1日开学，由霍元甲出任总教习。農葝蓀出任校长。會的办学宗旨以“爱国、修身、正义、助人”作為精武精神。
早期教員除霍元甲外，只有劉振聲、趙漢傑與張富猷數人。由於精武體操會成立不久，霍元甲去世，他親傳學生只有『捻手拳』傳世。所教的有撲打、節拳、潭腿及一般器械等。

### 上海精武體育會
1916年陳公哲与姚蟾伯（江苏吴县人）、卢炜昌（中山人）在上海成立精武体育会，4月6日迁入倍开尔路73号（现杨浦区惠民路379弄）在陈公哲宅地上建造的新會館，1921年陈公哲又将隔壁倍开尔路75号的四层自有房屋献给精武体育会，1923年又在福德里建造精武中央大礼堂，即总会会所。他們是精武第一批学员，毕业于高级班。是精武會的核心领导，有“精武三公司”之称。
1916年11月5日，孙中山先生亲自会见精武体育会的全体会员。孙中山曾于1916年精武会举办6周年纪念会时，应其邀请亲临祝贺。
1919年，精武体育会在上海举行成立十周年纪念活动时，孙中山先生亲筆题赠“尚武精神”匾额，并担任该会的名誉会长，还为该会特刊《精武本纪》撰写了序文。

### 廣東精武體育會
1918年舊桂系軍閥掌控廣東軍政大權，軍營始盛以武練兵，廣州河南王李福林見勢跟貼，派人往上海精武會請拳師葉鳳歧、楊琛倫回軍中教學，更有意推動成立廣東精武體育會。
1919年4月19日，廣東精武體育會在槳欄路寧波會館成立。當時參與的有上海精武會的霍元甲之子霍東閣、沈季修、葉鳳歧、李占風等，還有林蔭堂、孔昌、李彬等本土名師。精武會其後遷太平南路（今人民南路）嘉南堂，再遷豐甯路（今人民中路）中華醫學會內，並改名廣州精武體育會。

1925年前還成立有廣東精武第一分會和廣東精武河南分會，在東山新河浦還設有廣東精武水上遊藝場。1919年5月廣東精武會開始收生，1920年春還成立女子模範團。據載到1925年春天，超過3000個學生得到武會訓練。

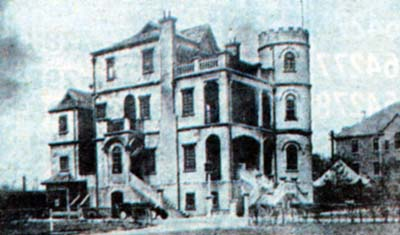
陈公哲捐献的住宅

### 基本十套
精武体育会集合各家同源的观点，不争门户短长，熔各派武术。先后聘请了黄河、长江、珠江流域各派武术名家于一堂。编制了“精武基本十套”，成为精武武术的基本教材，即潭腿、功力拳、节拳、大战拳、套拳、接潭腿、单刀串枪、群羊棍、八卦刀、五虎枪。
學员“必须熟悉此十种方法及他技”。定期(每年或二年)举行运动会，进行“精武基本十套的集体大会操表演。

### 美国纽约精武体育總会
精武体育会不以門派區分，而是以地域區分。分為黃河流域派、長江流域派及珠江流域派。
精武体育会促发了中华民国期间中国武林各派的联合，全国武术协会（National Martial Arts Institutes）由此创立。
一九二九年期间，精武体育会在广州及馬来西亞各省精武会大量吸收年青人習武救国。尚武精神得以傳承。
其中有霍元甲弟子劉續封，段玉青在广州及大馬教百人团隊。霍元甲之迷踪艺。當年黄文彩受艺於二人。1934年 黄文彩遠走美国西岸，1935年去纽约創辦纽约精武体育会。閉門敎受北少林拳，迷宗艺，嶺南洪拳，羅漢渣掌，八掛黑虎爪和铁沙掌功法。195O年監印少林跌打良方←以纽约精武体育会發行，五州洪門代售。1950年代，虎爪精武体育会和馬来西亞-馬六甲精武体育会
，森美蘭中國精武体育會同門師兄弟都保持書信聯络。1957年後期，黄文彩掌门親手將虎爪派Fu-jow pai掌门位和纽约精武体育会傳於伍偉康接掌敎務。
纽约精武会  伍偉康-虎爪派掌门
纽约精武體育會由虎爪派掌门伍偉康在2019年修定-纽约精武體育會改用间体字纽约精武体育会和纽约精武会。用公平新会员职位制，以傳承傳统武术不至失傳。每两年一界，制订公平票選方式為年青一代承接主要职務。希望為纽约精武会能吸收全世界精武武术精英和美国本土及外国其他武術团体交流。
纽约精武体育会2019年9月12日于曼哈顿华埠举办职员就职典礼暨交接仪式。主席伍国标从虎爪派掌门人伍伟康手上接过印鉴，新届职员宣誓就职。
纽约精武會2019
　　作为咏春拳彭南派掌门人韩广玖的关门弟子，精武会新任主席伍国标表示，纽约精武体育会最早成立于1935年，如今已发展超过千名成员，在全世界也有逾二十个分会。
　　该会融合各项武术门派，旨在传承中华传统文化，推动武术在美国的进一步发展和普及。希望未来能培养更多华裔青少年武术人才，弘扬中华武术运动。
　　纽约精武体育会新届职员为：主席伍国标、会长麦德森、总顾问伍伟康、名誉顾问伍德华、名誉主席陈嘉骏、武术总监梁偉勑。

抗战时期，精武体育会投身救亡运动，第二次國共內戰时期和文革时期，精武体育会曾经停办，后恢复。1990年12月17日，上海精武体育会改名为上海精武体育总会。

## 张园擂台與西洋力士
根據陳公哲的記載說：- 當年有西洋力士奥皮音來華在上海阿波罗影戏院表演大力戲，包括展露肌肉健美，表演舉重、拉車，靠神力賣藝，就像馬戲表演。革命黨人在報章宣傳說西洋力士指中國人是東亞病夫。於是同盟会会员陈其美、农劲荪和成立精武体操会的五金行经理陈公哲等人开会商讨，安排在上海靜安寺路之张氏莼味园搭擂台，由当时在天津農勁蓀所开药栈当伙计的霍元甲及武術教師劉振聲主持，聲稱已經相約大力士奧皮音來比武，但奧皮音臨時爽約，於是提議在來賓中找人比賽。這時有個叫「東海趙」請纓上台，與霍元甲之徒劉振聲交手，為劉打擊跌於地上。後有又「海門張」挑戰，劉振聲復與他不分勝負。第二天霍元甲親自登台比武，“右手执张臂，出左手揽其腰间，轻轻抱起，张某两足离地，霍将其置于地上”。不出一个回合，打敗了「海門張」。這日觀衆約有千人。擂台比武後，霍元甲開始出名，後來被安排在『精武體操學校』任職主教席。

## 精武体育会与精武门
精武体育会的宗旨是弘扬中华武术，主张摒弃门户之见，因此精武体育会本身从来没有“精武门”的叫法。
但社会上有将精武体育会称作精武门的，李小龙曾主演电影《精武門》，使得这个名字更加广为传播。后来的影星们，例如李连杰和甄子丹，也多次演出关于精武门的虚构的電影和電視劇，如佳藝電視的《精武門》、1994年的《精武英雄》、1995年的《精武門》、2010年的《精武風雲·陳真》。

## 參见
- 霍元甲
- 陳真
- 中國武術
- 中國武術門派

## 相關書籍
- 《中國近百年螳螂拳術史述論稿》，黃漢超著，香港天地圖書2002年出版。
- 《精武50年武术发展史》，陳公哲1957年著。